# كأس أذربيجان 2015–16
كأس أذربيجان 2015–16 (بالأذرية: 2015-16 Azərbaycan Kuboku) هو الموسم 24 من كأس أذربيجان. أقيم خلال الفترة 14 أكتوبر 2015 وحتى 25 مايو 2016، وأشرف على تنظيمه اتحاد أذربيجان لكرة القدم، وكان عدد الأندية المشاركة فيه 19، وفاز فيه نادي قره باغ.